# Шомон-сюр-Луар (замок)
Замок Шомон-сюр-Луар (фр. château de Chaumont-sur-Loire) знаходиться у Франції на березі Луари, між містами Амбуаз і Блуа. Належить до обраного числа замків Луари. Тут проводиться Міжнародний садовий фестиваль.

## Фототека

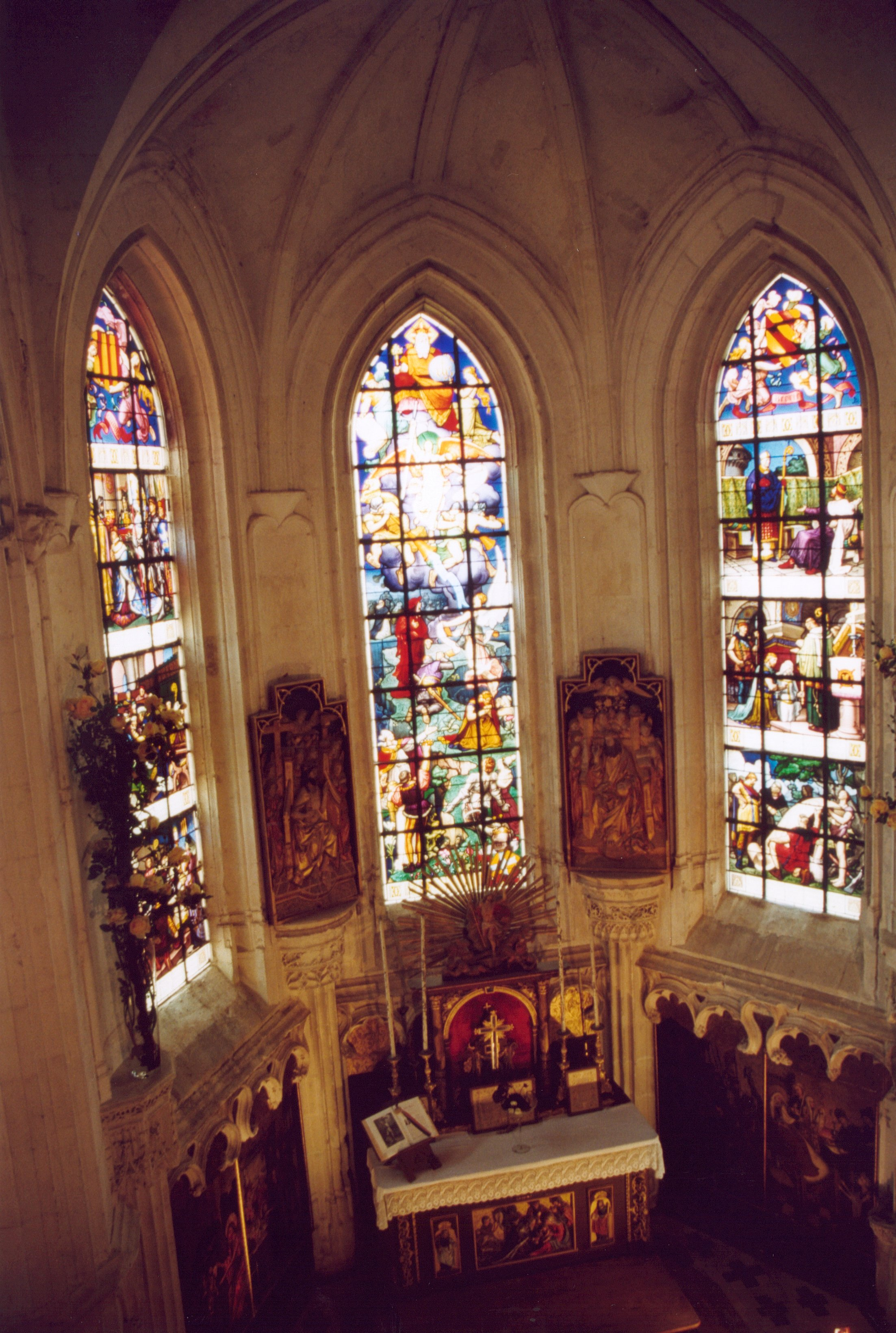
Каплиця
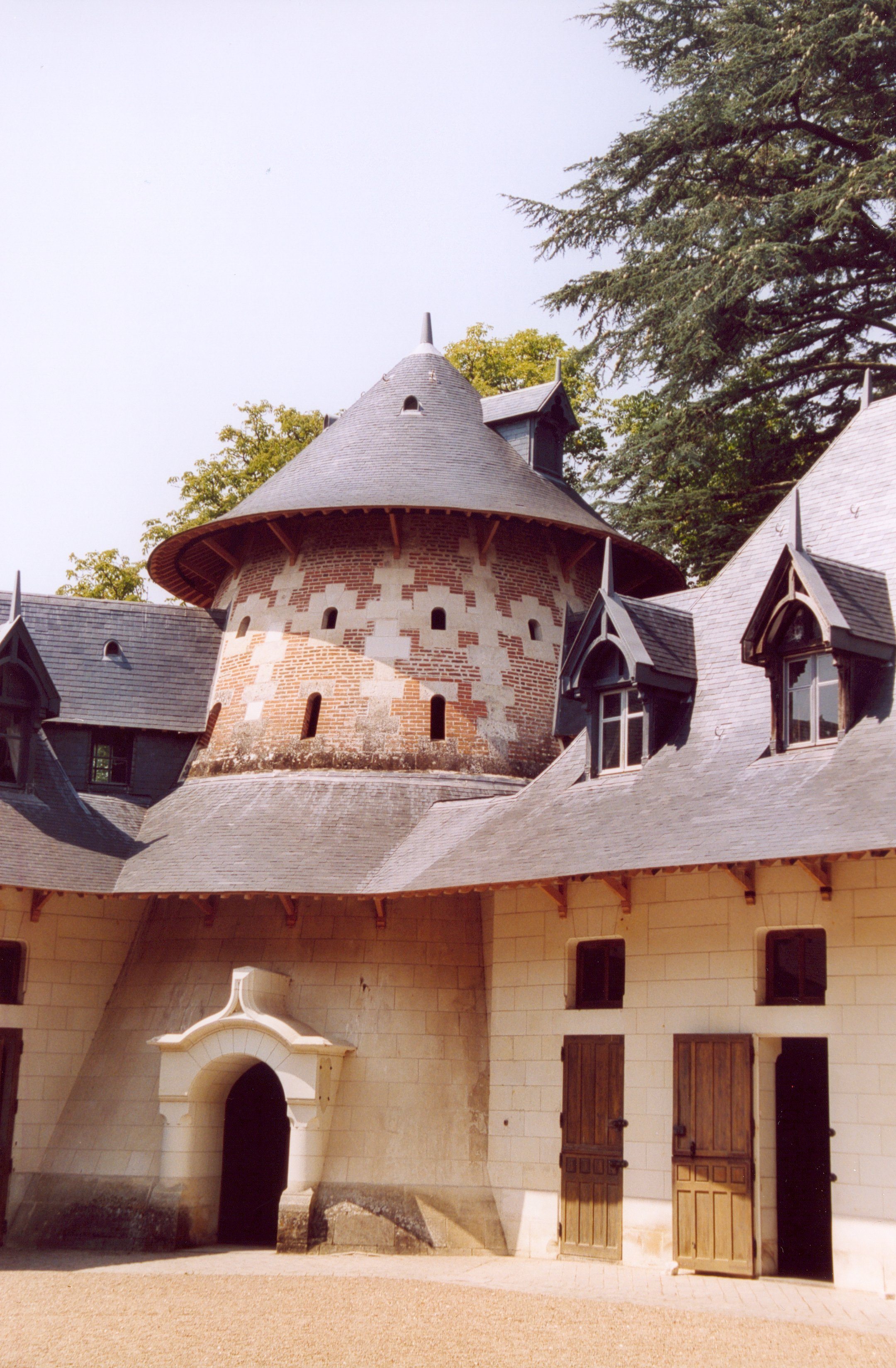
Стайні
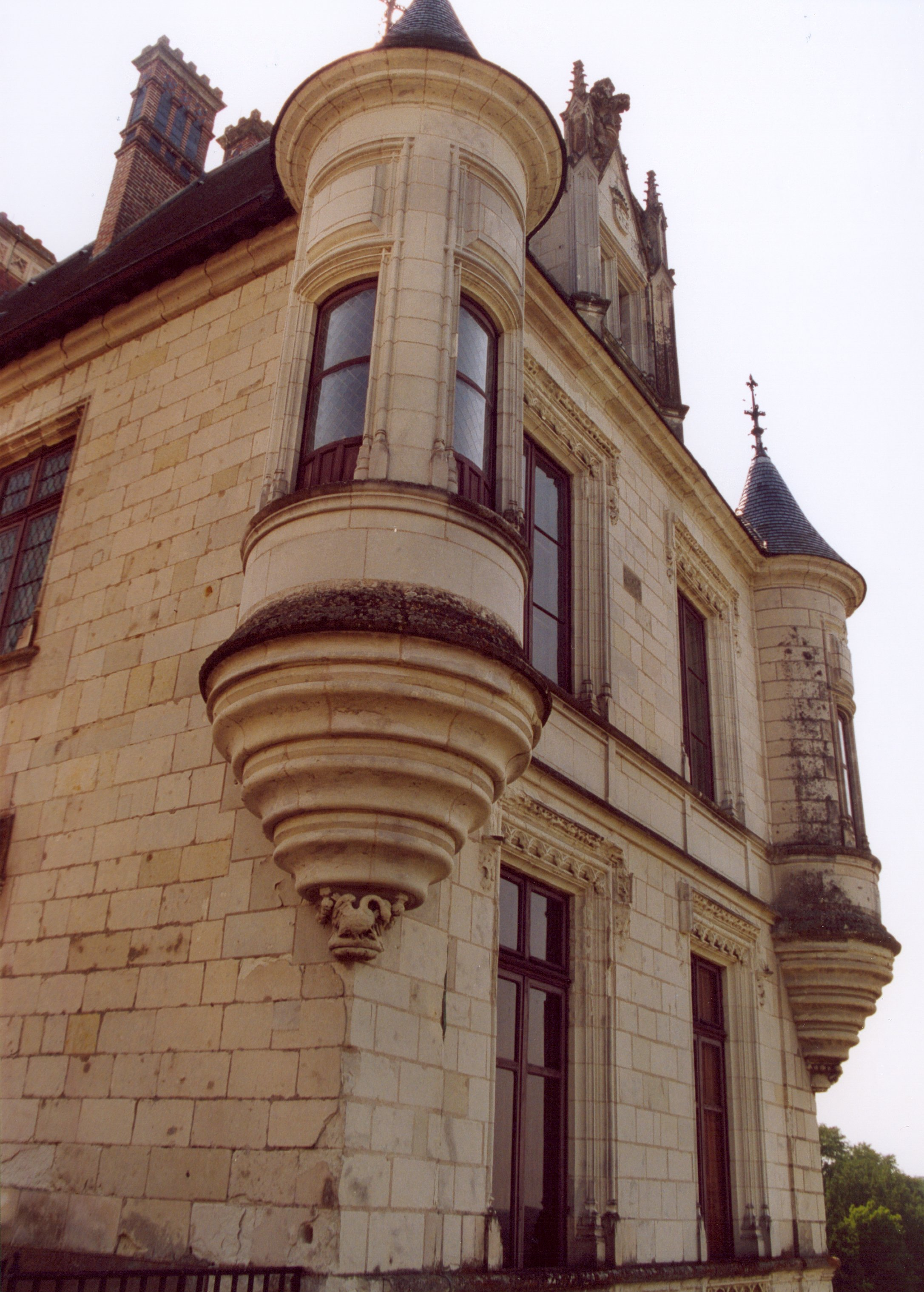
Частина замку
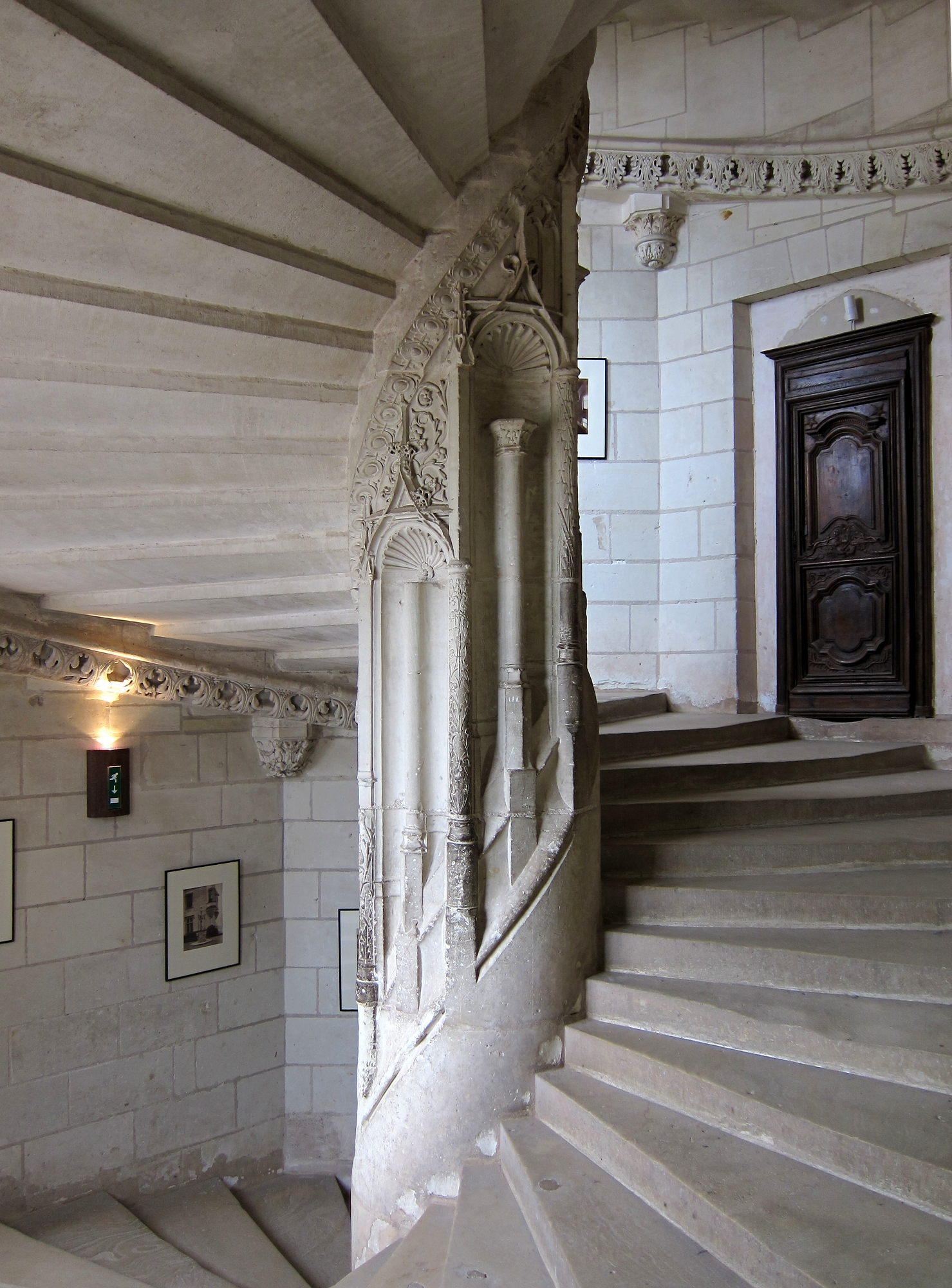
Escalier à vis
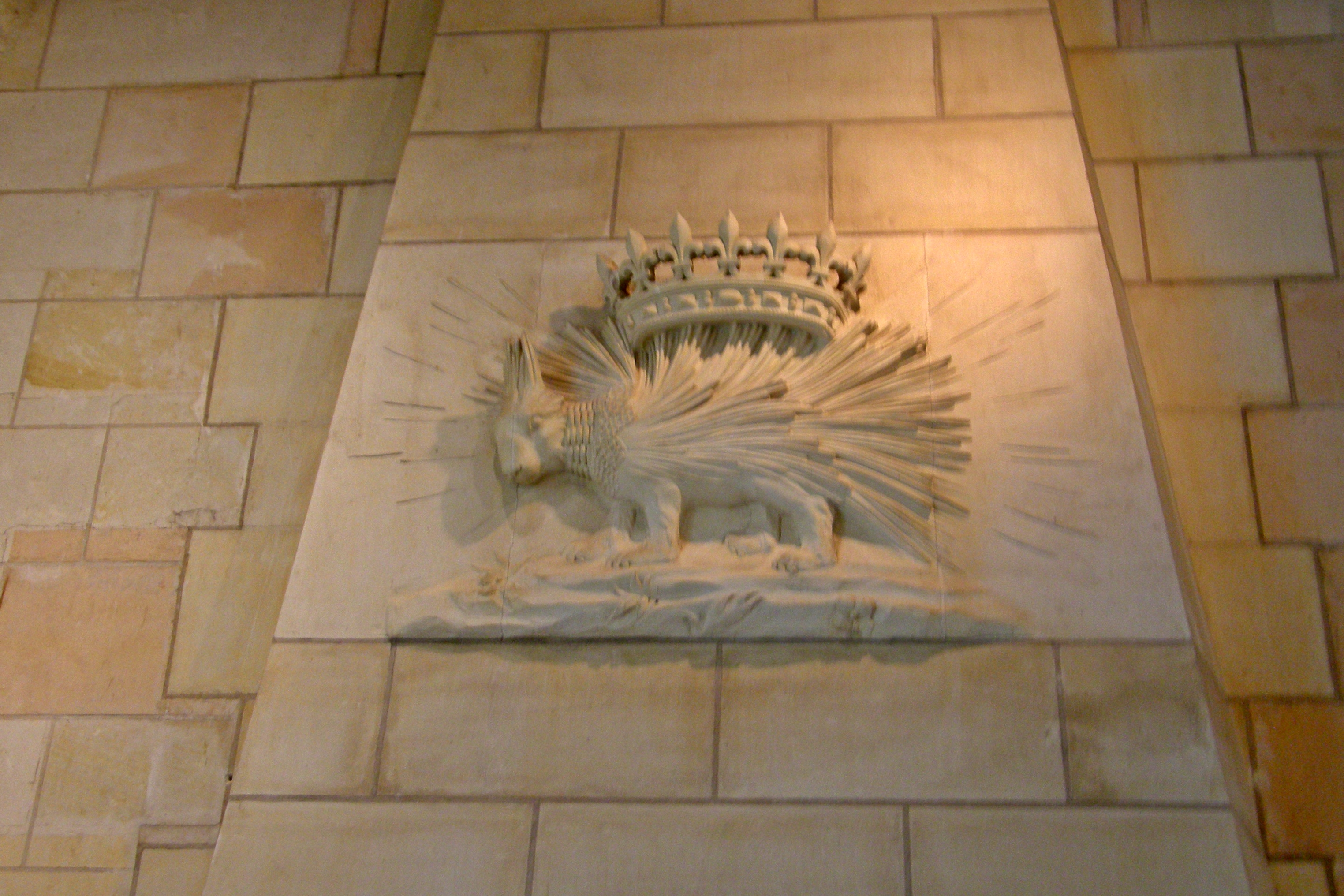
Armoiries de Louis XII
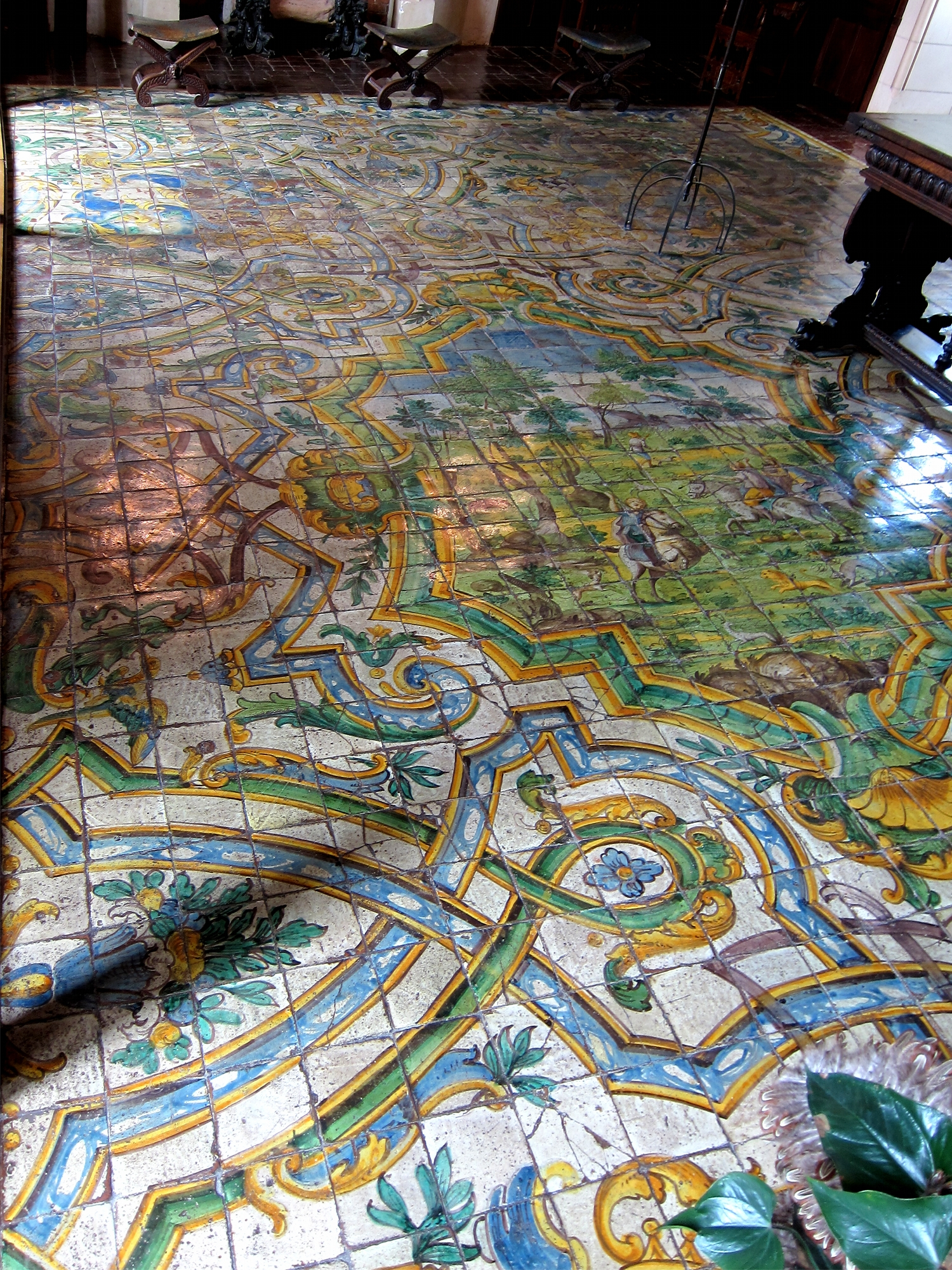
Pavement en majolique sicilienne du salon
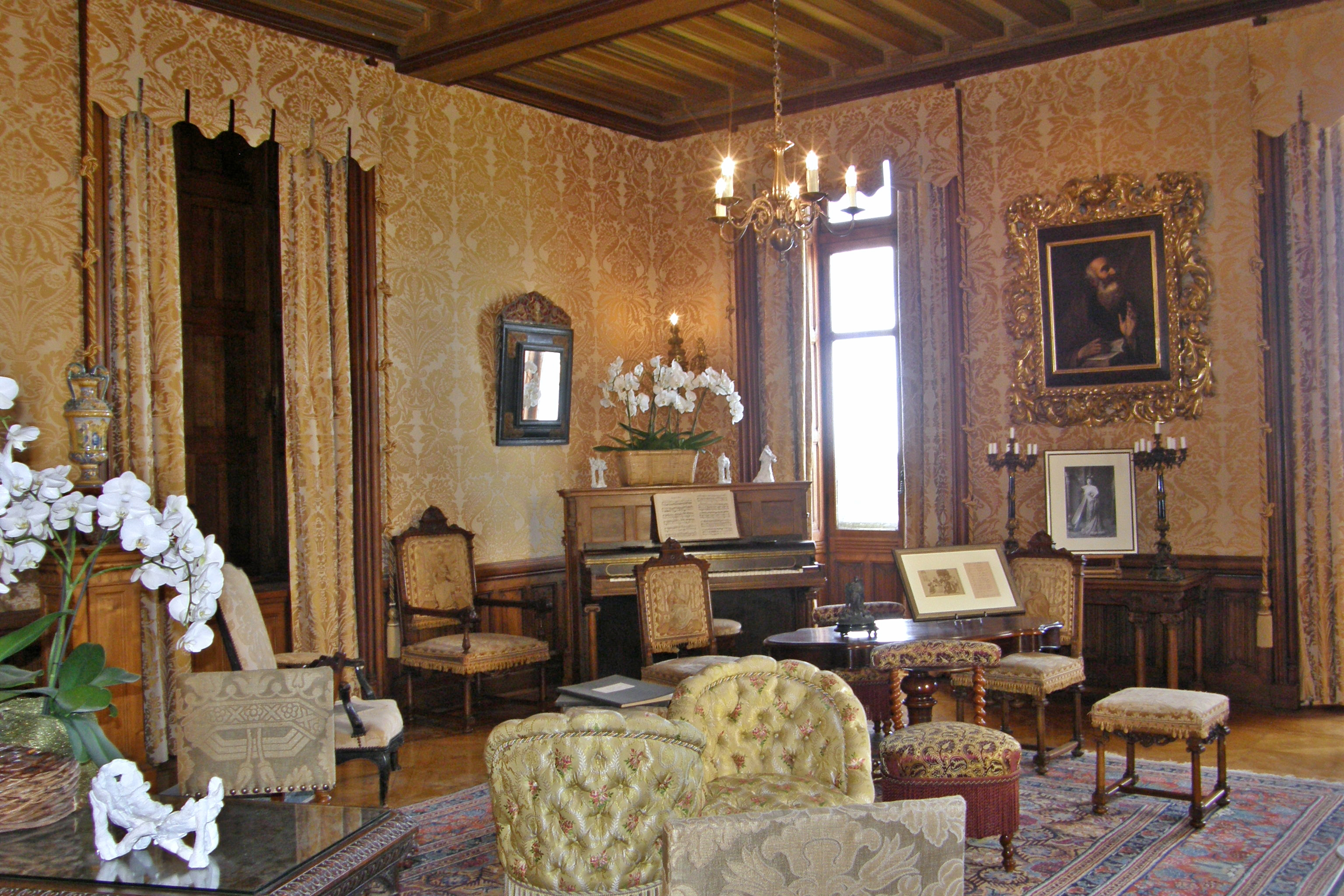
Salon du Prince de Broglie
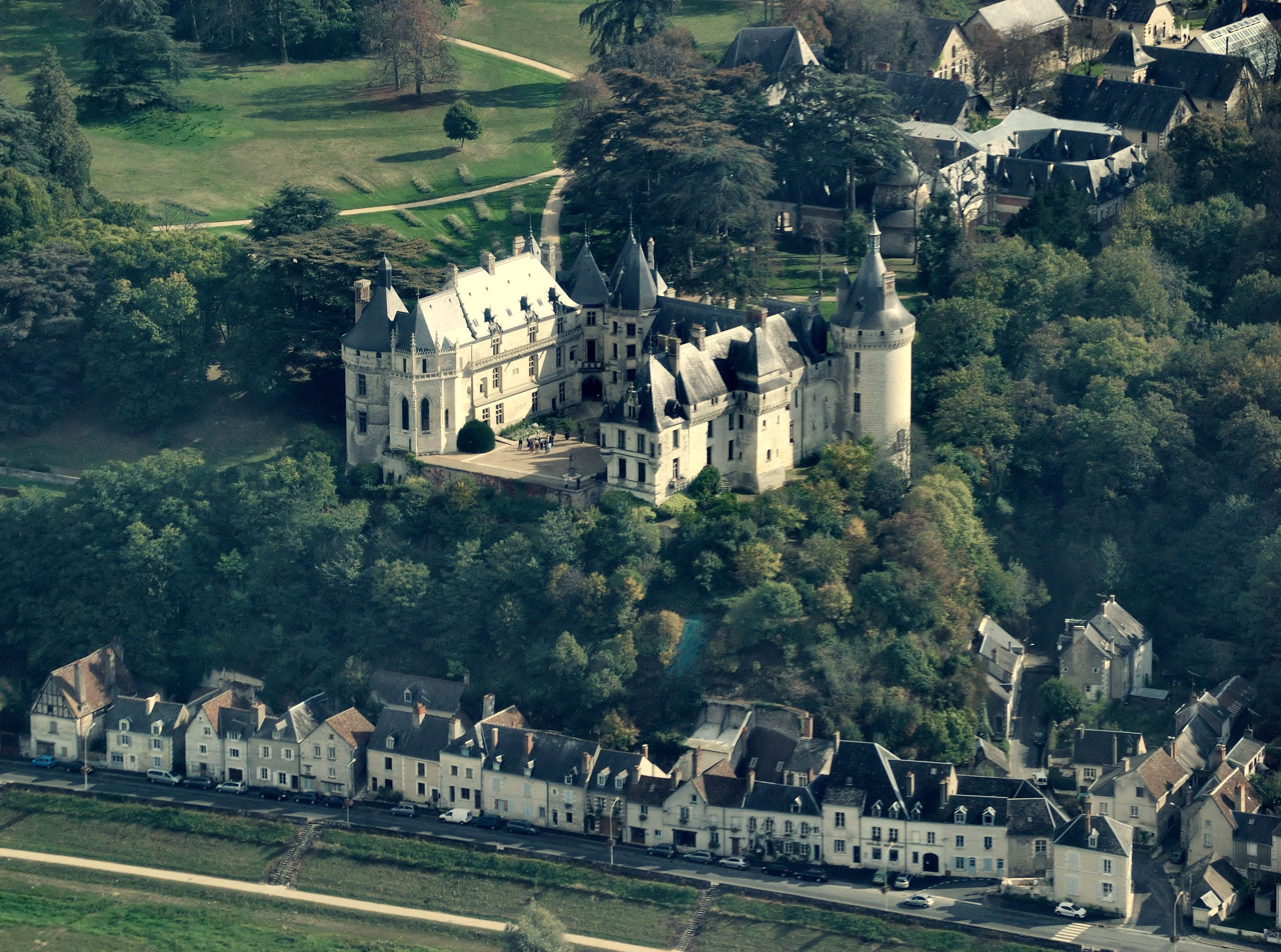
Vue aérienne du château